# Bjala reka (distrikt i Sjumen)
Bjala reka (bulgariska: Бяла река) är ett distrikt i Bulgarien.   Det ligger i kommunen Obsjtina Vărbitsa och regionen Sjumen, i den östra delen av landet, 280 kilometer öster om huvudstaden Sofia.
I omgivningarna runt Bjala reka växer i huvudsak lövfällande lövskog. Runt Bjala reka är det glesbefolkat, med 19 invånare per kvadratkilometer.